# Mariella Tiemann
 (décembre 2009).
Si vous disposez d'ouvrages ou d'articles de référence ou si vous connaissez des sites web de qualité traitant du thème abordé ici, merci de compléter l'article en donnant les références utiles à sa vérifiabilité et en les liant à la section « Notes et références ».
Pour les articles homonymes, voir Tiemann.
Mariella Tiemann est une actrice allemande devenue présentatrice sur Canal+ depuis 2008. Elle est née à Hambourg le 13 octobre 1984. 
Elle est diplômée de l'EFAP (École française des attachés de presse, établissements Denis Huisman) en 2007.
Elle a commencé sa carrière télévisuelle en 2006 en animant des émissions sportives comme l'émission Fast Club sur W9 avec Stéphane Rotenberg (Pekin Express M6), une émission spéciale « Turbo » avec Dominique Chapatte (M6) sur W9. Plusieurs émissions de catch sur Canal + Sport en 2008 (Que la force soit avec vous et The WWE Experience) et dans sa chronique « Our House » interviews des joueurs de foot dans l'émission "Fabulous Sport". En juillet 2008 elle est présentatrice de la météo dans les émissions de première partie de soirée (Access prime time) sur Canal + En route pour Pékin et Beijing Soir (jeux olympiques 2008 à Pékin).
En 2013, Mariella arrive sur beIN Sports France et apparaît tous les matins dans l'émission L'expresso. En janvier, 2014 à la suite de l'arrêt de Lunch Time, beIN lance une nouvelle émission, Sports Night, diffusée du lundi au jeudi, de 22h30 à 00h, où Mariella y est présente et s'occupe de la lecture des avis des téléspectateurs sur les réseaux sociaux.
Au cinéma elle a joué un petit rôle dans Eden Log de Franck Vestiel en 2007.

## Vie privée
Mariella Tiemann est la sœur du pilote Marcel Tiemann, quintuple vainqueur des 24 Heures du Nürburgring.